# جمون وكشمير (ولاية)
وِلَايَةُ جَمُّونَ وَكِشْمِيرَ (بالهندستانية: جموں و کشمیر) ولاية سابقة في شمال الهند، تقع معظم أراضيها في جبال هملاية، وهي الشطر الهندي من بلاد كشمير المتنازع عليه بين باكستان والهند والصين. لها حدود مشتركة مع جمهورية الصين الشعبية إلى الشمال والشرق، وولاية هماجل برديش وبنجاب إلى الجنوب، والقسم الذي تديره باكستان من إقليم آزاد كشمير والمناطق الشمالية، وإلى الغرب والشمال الغربي. في السابق كانت جزءا من إمارة جمون وكشمير.
تتألف جمون وكشمير، من ثلاث مناطق هي: جمون، وادي كشمير ولداخ. سري نكر هي العاصمة الصيفية، جمون، العاصمة الشتوية. في حين أن وادي كشمير، وغالبا ما يعرف باسم الجنة على الأرض، ويشتهر أنه أجمل المناظر الطبيعية الجبلية، ويوجد في جمون العديد من المزارات التي تجتذب عشرات الآلاف من الحجاج الهندوس والمسلمين في كل عام. لداخ، المعروف أيضاً باسم «تبت الصغير»، وتشتهر بأنها مناطق جبلية نائية حيث الجمال والثقافة البوذية.
في 5 أغسطس 2019، أقر البرلمان الهندي قانونًا يحوّل ولاية جمون وكشمير إلى إقليمين منفصلين تحت الإدارة المركزية، ويُلغي الوضع الدستوري الخاص لها، الذي كان يكفل لها حكمًا ذاتيًا وفق المادة 370 من الدستور الهندي. وجمون وكشمير تعد هي الولاية ذات الأغلبية المسلمة في الهند بالإضافة إلى جزر لكشديب.

## المساحة
تبلغ مساحة جمون وكشمير 218.780 كم مربع وتتكون أرضها من مجموعة سلاسل جبلية عالية تجري بينها المنابع العليا لنهر السند وطبيعة البلاد تمتاز بالجبال وروعة المنظر.

## السكان
يسكن الولاية حوالي 7.7 مليون نسمة 1991 م يتوزع على النحو التالي: القطاع الخاضع لإدارة الهند 4.3 مليون نسمة، والقطاع الخاضع لإدارة باكستان 3.4 مليون نسمة. ويبلغ عدد المسلمين في الولاية حوالي 5.7 مليون نسمة.

## العاصمة
- عاصمة القطاع الهندي سري نكر
- عاصمة القطاع الباكستاني مظفر آباد.
- كشمير

## الوضع القانوني
تمنح المادة 370 من الدستور الهندي منطقة جمون وكشمير وضعا خاصا مما يتيح لها الحصول على دستور منفصل وعلم دولة والاستقلال الذاتي في الإدارة الداخلية للدولة. كانت موجودة حتى عام 2019، عندما ألغتها الهند من طرف واحد.

### إلغاء الحكم الذاتي
في 5 أغسطس 2019 أعلنت الحكومة الاتحادية الهندية على لسان رئيس وزراءها ناريندرا مودي إلغاء الحكم الذاتي الدستوري في ولاية جمون وكشمير المستند على المادة 370 من الدستور الهندي، بموجب مرسوم رئاسي يدخل «حيز التنفيذ فورًا». وسبق القرار الذي وصف بأنّه أحادي الجانب، إجراءات أمنية مُشدّدة، كان من بينها وضع زعماء بالولاية قيد الإقامة الجبرية وتعليق خدمات الهاتف والإنترنت. وقد صادق البرلمان الهندي على القرار في اليوم الموالي بدفع من حزب بهاراتيا جاناتا - (حزب الشعب الهندي) - الحاكم، ونص القرار الذي صيغ وفق قانون خاص، على تقسيم الولاية إلى إقليمين منفصلين إداريًا هما «جمون وكشمير» و«لاداخ». أدّى ذلك إلى زيادة التوتر بين الهند وباكستان. وكانت الأخيرة قد ندّدت بالقرار الهندي وأرفقته بطرد السفير الهندي وتعليق التجارة بين البلدين وحظر بث الأفلام الهندية، ودعت الأمم المتحدة إلى التدخل. وكان الأمين العام للأمم المتحدة أنطونيو غوتيريش قد دعا إلى «أقصى درجات ضبط النفس».
وفي 11 ديسمبر2023 أيدت المحكمة العليا في الهند، قرار الحكومة بإلغاء وضع الحكم الذاتي المحدود الذي تتمتع به ولاية جمون وكشمير ذات الأغلبية المسلمة، كما أمرت بإجراء انتخابات خلال موعد أقصاه 30 سبتمبر 2024.

## معرض صور

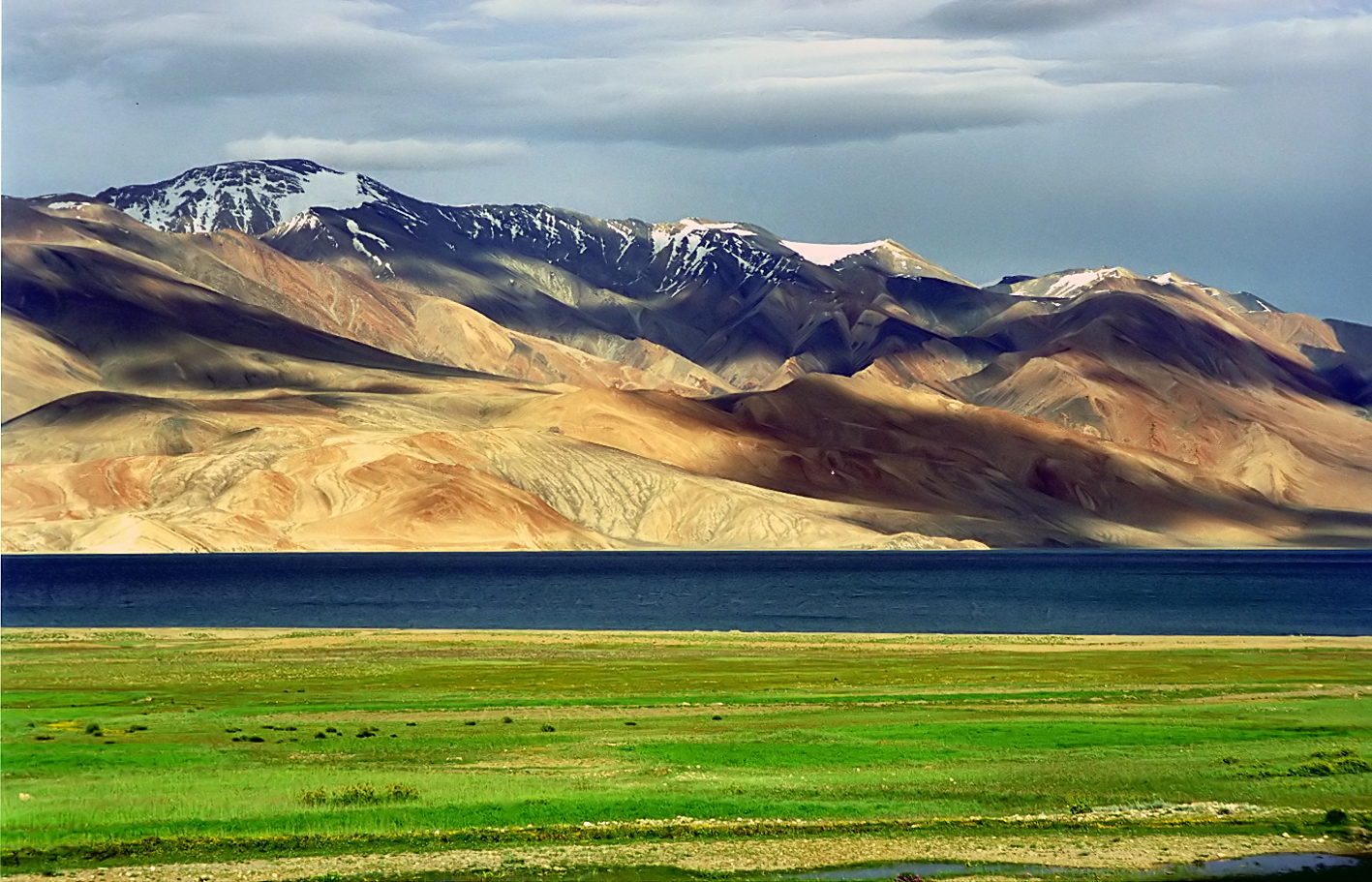
ولاية لداخ في إقليم جمون وكشمير
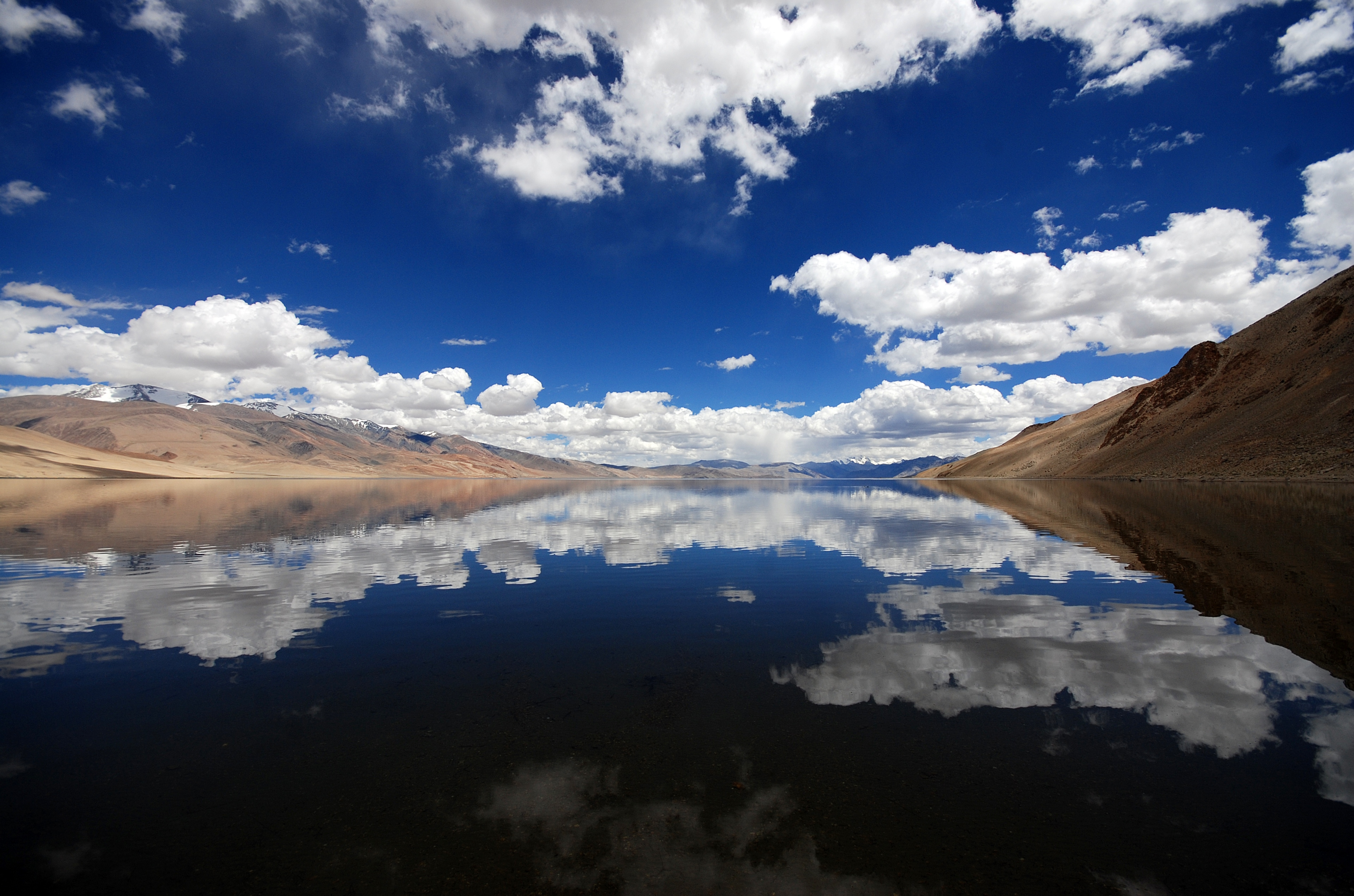
بحيرة